# Domino Recording Company
Domino Recording Company (často uváděno jen jako Domino) je nezávislé hudební vydavatelství se sídlem v Londýně, které v roce 1993 založili Laurence Bell a Jacqui Rice. Prvním vydaným nosičem bylo EP Rocking the Forest americké indierockové kapely Sebadoh, které Domino vydalo ve Spojeném království v licenci od americké společnosti Sub Pop. Značná část umělců, které společnost zastupovala, byli mladí nezávislí hudebníci. Později začala vydávat také nahrávky mnohem starších hudebníků, jako například Johna Calea, Shirley Collinsové a Roberta Wyatta.
Její pobočka v newyorském Brooklynu distribuuje nahrávky Domino Recording Company v USA.
Dceřinou společnosti Domino Recording Company je vydavatelství Double Six Records.

## Seznam interpretů (výběr)
- Animal Collective
- Arctic Monkeys
- Bonde do Role
- John Cale
- Dirty Projectors
- Franz Ferdinand
- Julia Holter
- Sons and Daughters
- The Kills
- Tricky
- The Last Shadow Puppets